# Theodor Hell

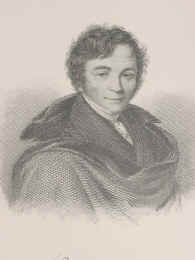
Theodor Hell

Theodor Hell, Pseudonym für Carl Gottfried Theodor Winkler, (* 9. Februar 1775 in Waldenburg (Sachsen); † 24. September 1856 in Dresden) war ein deutscher Theatermanager, Schriftsteller, Dichter, Übersetzer und Publizist.

## Leben
Hell wuchs in Dresden in einem protestantischen Elternhaus auf. Er erhielt Unterricht von Privatlehrern. Hell studierte in Wittenberg die Rechte und Geschichte, erhielt 1796 eine Anstellung beim Stadtgericht Dresden. 1801 wurde er Kanzlist beim Geheimen Archiv, 1805 Wirklicher Geheimer Archivregistrator, 1812 Geheimer Sekretär, 1813 Redakteur des Generalgouvernement-Blattes, 1814 Theatersekretär, 1816 Sekretär bei der königlichen Akademie der Künste, 1825 Regisseur der italienischen Oper und 1841 Vizedirektor des königlichen Hoftheaters. Hell trug den Titel eines Hofrates. Ab 1841 war er als Freimaurer Großmeister der Großen Landesloge von Sachsen.
Nach dem Sieg gegen Sachsen beauftragte der russischen Generalgouverneur Nikolai Grigorjewitsch Repnin-Wolkonski den Geheimen Sekretär Hell mit der Neuordnung der Dresdner Theaterlandschaft. Hell wurde erster bürgerlicher Intendant des Dresdner Staatstheaters. Nach der Rückkehr von Friedrich August I. wurde Hell wieder degradiert, beeinflusste aber weitere 40 Jahre unter verschiedenen Intendanten das Dresdner Theaterleben, zuletzt ab 1841 als Vizedirektor des Hoftheaters. Zur Eröffnung der ersten Semperoper mit Carl Maria von Webers Jubelouvertüre und Johann Wolfgang von Goethes Drama Torquato Tasso schrieb Hell den Prolog zum Torquato Tasso.
Hell war von 1817 bis 1843 Herausgeber der Dresdner Abend-Zeitung und von 1811 bis 1848 des Journals Penelope (letzteres mit einem Umfang von jeweils bis zu 400 Seiten), „der Häuslichkeit und Eintracht gewidmet“.
Hell war enger Freund von Carl Maria von Weber und zusammen mit Hinrich Lichtenstein Vormund der verwaisten Weber-Söhne Max Maria und Alexander.
Er stand mit Schriftstellern seiner Zeit in regem (Brief-)Kontakt, so zum Beispiel mit Agnes Franz und Pauline von Brochowska.
Hell gehörte dem Dresdner Liederkreis an. Er war verheiratet mit einer gebürtigen Frau Müller (nachgewiesen um 1835 bis um 1870).
Mehr als tausend Menschen begleiteten Hells Sarg von seiner Wohnung in der Webergasse zum Trinitatisfriedhof.

## Werke
Lyrik
- Das Heimweh
- Im Englischen Garten bei München (1811)
- Des Dichters Los

Dramen
- Der Geschäftige (Lustspiel, 1815)
- Der neun und zwanzigste Januar 1819 (1819)

Übersetzungen
Hell übersetzte 315 Werke, bevorzugt aus dem Französischen, darunter 165 Romane und Novellen sowie 132 Theaterstücke. Unter anderem:
- Jean-Jacques Rousseau: Julie oder Die neue Heloise
- James Planché: Libretto zu Oberon, or The Elf King’s Oath (1828)

Librettos
- Die drei Pintos (1820), posthum von Gustav Mahler fertiggestellte Oper von Carl Maria von Weber[4]